# アイヌ語ラジオ講座
アイヌ語ラジオ講座（アイヌごラジオこうざ）は、1998年4月10日からSTVラジオで放送されているラジオの教養番組である。

## 概要
この番組は北海道の先住民アイヌの人たちが使っているアイヌ語をわかりやすく紹介している。
講師は北海道内でアイヌの活動をしている人が交代で務めている。
番組で使用するテキストは、札幌テレビ放送（STV）本社及び各放送局、「アイヌ文化振興・研究推進機構」事務局等で無料配布されている。また送料のみ実費で郵送配布もされている。2008年4月から、STVラジオ公式ホームページにてテキストと音声のダウンロードが可能となっている。
STVラジオではこの番組に先立ち、1987年10月18日より後に参議院議員となる萱野茂が講師を務める「アイヌ語講座 イランカラプテ」を放送するなど、アイヌ語教育に深い関わりを持っている。
1992年（平成4年）からは北海学園大学の藤村久和が講師を務め、1998年（平成10年）4月12日からはアイヌ民族文化財団が監修を行っている。2022年（令和4年）度は阿寒湖アイヌコタンで育ったアイヌ工芸作家の下倉絵美が「道東方言」の講座を行っている。
生徒役はSTVアナウンサーやSTVラジオのパーソナリティが務めている。

## 出演
- 渋谷もなみ

過去
- 吉田眞理子
- 相本幸子
- 藤本晶子
- 山藤みち
- 宮田愛子

## 放送時間
- 日曜 7:05 - 7:20
- 再放送：土曜 23:45 - 24:00（2020年より廃止）